# Зал славы ИИХФ
Зал славы Международной федерации хоккея с шайбой (англ. International Ice Hockey Federation Hall of Fame) предназначен чествовать людей, внесших наибольший вклад в развитие мирового хоккея, как на международном уровне, так и в их родных странах. Расположен в рамках экспозиции «Мировой хоккей» в Зале хоккейной славы НХЛ в Торонто (Канада), по адресу Янг-стрит, 30.

## Музей ИИХФ
До открытия Зала славы Международная федерация хоккея с шайбой располагала некоторым количеством экспонатов. В 1991 году достигается принципиальное соглашение о трехстороннем партнерстве между городом Кингстон, музеем «Международный хоккейный зал славы» и ИИХФ. Год спустя была подписана пятилетняя программа сотрудничества с Международной федерацией хоккея с шайбой. Согласно подписанным документам в кингстонском Зале славы располагались экспонаты музея ИИХФ. Соглашение действовало до 1997 года и не было продлено.

## Учреждение Зала славы

Эмблема Зала славы

В 1996 году Международной федерацией хоккея с шайбой было принято решение о создании собственного Зала славы в Цюрихе. Это решение было утверждено на конгрессе 1997 года. В том же, 1997 году, во время чемпионата мира по хоккею с шайбой в Хельсинки, в Зал славы ИИХФ были введены первые 30 членов, а также Поль Луак, президент ИИХФ в 1922—1947 гг. В честь Поля Луака в 1998 году был учрежден специальный приз — «Paul Loicq Awards», вручаемый за выдающийся вклад в развитие хоккея.

## Переезд в Торонто

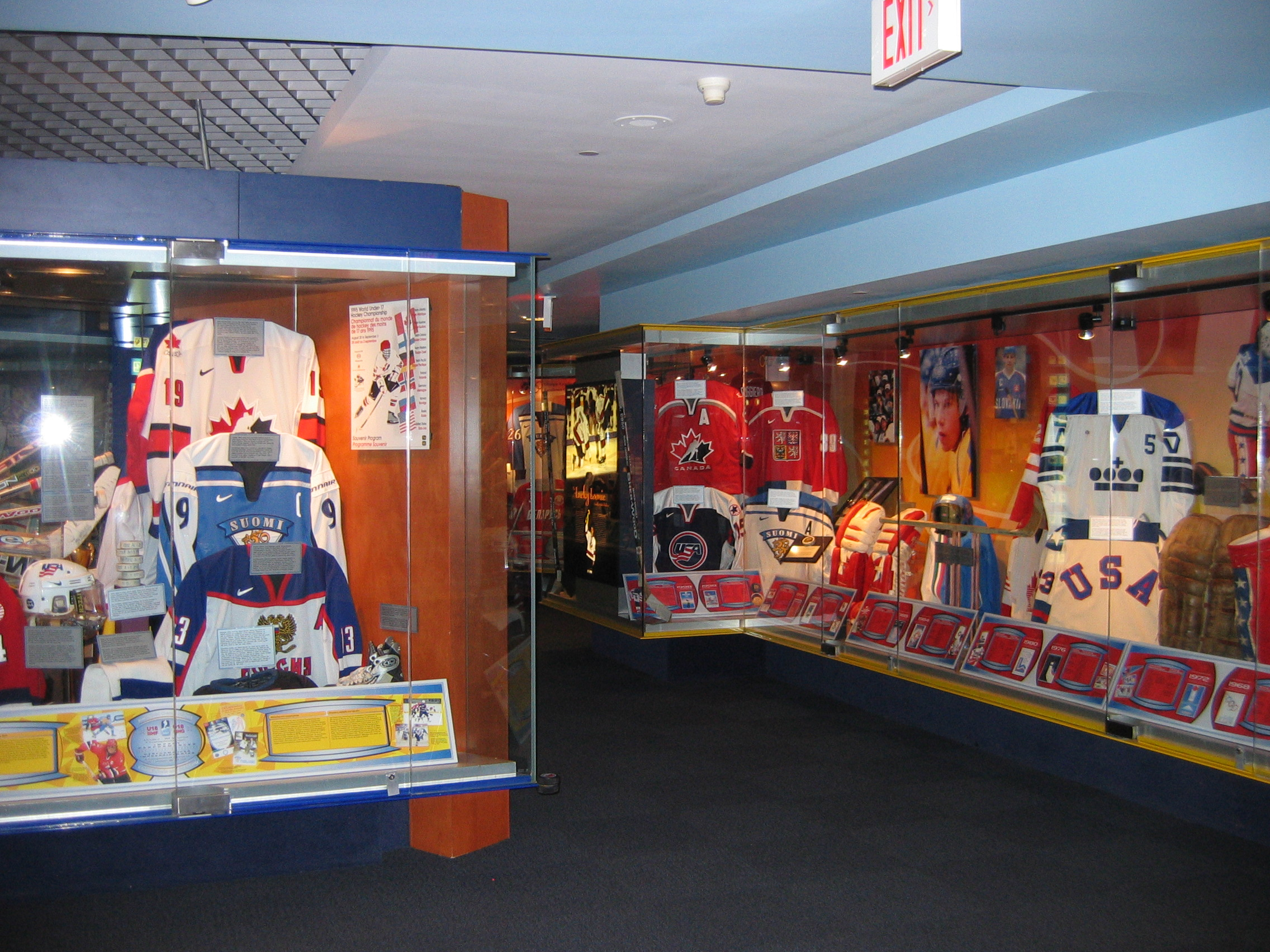
Зона «Мировой хоккей» в Зал хоккейной славы, в Торонто

В 1998 году Международная федерация хоккея с шайбой в лице директора по маркетингу Киммо Лейнонена (англ. Kimmo Leinonen) подписала долгосрочный договор с Национальной хоккейной лигой и 29 июля 1998 года Зал славы ИИХФ был переведен в Торонто, в Зал хоккейной славы, где экспозиция, включающая в себя профили стран-членов ИИХФ, была размещена в отдельном зале на площади 3500 фут² (325,16 м²) в разделе «Мировой хоккей». Имена всех членов Зала славы помещены на специальной доске с указанием национальной принадлежности избранника.

## Номинация
Выборы в Зал славы происходят по представлению национальных федераций, членов Совета ИИХФ и членов Комитета по выборам в Зал славы. Церемониал введения в Зал славы проходит во время чемпионатов мира. Члены Зала славы распределяются по категориям «игроки», «функционеры», «судьи».